# Андромаха (Евріпід)
«Андрома́ха» — трагедія давньогрецького драматурга Евріпіда, яка була написана приблизно 425 року до н. е.

## Персонажі
- Андромаха
- Неоптолем, цар молосів
- Герміона, його дружина
- Менелай, її батько
- Орест, двоюрідний брат Герміони
- Пелей
- Фетіда

## Сюжет
Трагедія розповідає про вдову Гектора Андромаху, після падіння Трої — рабині і наложниці Неоптолема. В Епірі вона стала об'єктом переслідувань з боку дружини Неоптолема Герміони і її батька Менелая. На початку п'єси Андромаха просить захисту у Фетіди і розповідає у її вівтаря про свої пригоди.